# Careproctus trachysoma
Careproctus trachysoma är en fiskart som beskrevs av Gilbert och Burke 1912. Careproctus trachysoma ingår i släktet Careproctus och familjen Liparidae. Inga underarter finns listade.